# Carretera de Nebraska 133
La Carretera de Nebraska 133, y abreviada NE 133 (en inglés: Nebraska Highway 133) es una carretera estatal estadounidense ubicada en el estado de Nebraska. La carretera inicia en el Sur desde la US 6  en Omaha hacia el Norte en la US 30  en Blair. La carretera tiene una longitud de 30,9 km (19.19 mi).

## Mantenimiento
Al igual que las autopistas interestatales, y las rutas federales y el resto de carreteras estatales, la Carretera de Nebraska 133 es administrada y mantenida por el Departamento de Carreteras de Nebraska por sus siglas en inglés NDOR.

## Cruces
La Carretera de Nebraska 133 es atravesada principalmente por la  I 680  en Omaha.